# Acacia durabilis
Acacia durabilis é uma espécie de leguminosa do gênero Acacia, pertencente à família Fabaceae.